# Глобалне неједнакости
Глобалне неједнакости представљају посебно изражен облик друштвене неједнакости које се односе на разлике у степену развијености између држава и региона. Оне се првенствено односе на светску расподелу дохотка. Посматрано у процентима, 20% светске популације присваја 80% светског дохотка. С друге стране, 20% најсиромашнијих располаже са свега 1% светског дохотка. На основу статистичких података може се уочити да богатство и сиромаштво нису равномерно распоређени. Већина сиромашног становништва живи у такозваним земљама у развоју, а већина богатог становништва живи у развијеним земљама.
Посматрано на географској карти, лако је уочити да се већина богатих земаља - које имају бруто национални доходак (БНД) по глави становника већи од 10.000 долара, налази на северном делу Земљине кугле, па се понекад о њима говори као о „земљама севера“. У оквиру њих, такође, постоје значајне разлике у богатству, културном и историјском наслеђу итд. Међутим, оно што их чини међусобно сличним, јесте производња робе и услуга заснована претежно на високим технологијама и коришћењу знања и достигнућа информатичке револуције у производњи и у свакодневном животу. Тако, на пример, број корисника интернета у време када је он представљао новост (последња деценија 20. и прва деценија 21. века) био је у овим земљама далеко изнад светског просека.
У средње развијене углавном спадају бивше социјалистичке, азијске и латиноамеричке земље. Њихов БНД се креће између две хиљаде и десет хиљада долара по глави становника. Будући да су у овој групи Кина, Индија, Бразил и Русија, не чуди да готово половина светске популације живи у овим земљама. С обзиром на то да се оне простиру на огромној површини, њихова најзначајнија карактеристика је да контролишу значајне енергетске изворе који, уз јефтину радну снагу, чине основ масовне индустријске производње.
Најсиромашније земље, чији БНД по глави становника непрелази 2000 долара, углавном се простиру на афричком континенту и делу азијског континента. Њихова главна привредна делатност је пољопривреда, која се обавља на примитивном нивоу, тако да две трећине становништва ових земаља живи традиционалним, сеоским начином живота. Због тога не чуди да је највећи проценат светског становништва које живи испод линије апсолутног сиромаштва концентрисано у овим земљама.

## Теорије настанка глобалне неједнакости
Постоје различите теорије које покушавају да објасне овако велике глобалне разлике. Данас су општеприхваћене две теорије;
Модернизацијска теорија тврди да је индустријализација допринела стварању овако великих разлика. Земље које су биле отворене према индустријским иновацијама постале су развијене. Насупрот њима, земље које су задржале традиционални начин живота и непријатељски став према иновацијама, остале су сиромашне. Да би се превазишле велике разлике потребно је, према овој теорији, да развијене земље помогну сиромашнима тако што ће инвестицијама и извозом технологије помоћи њихов индустријски развој.
Теорија зависности, с друге стране, тврди да су велике глобалне разлике последица колонијализма који је трајао неколико последњих векова. Богате земље су из неразвијених земаља увозиле јефтине пољопривредне производе и сировине, а тамо извозиле скупе индустријске производе. Другим речима, управо је повезаност, а пре свега трговина међу њима довела до огромних економских разлика. Данас се те разлике, према овом схватању, повећавају пре свега економским средствима тако што богате земље скупим кредитима и другим неповољним аранжманима ометају развој сиромашних.